# Alpen-Augenwurz
Die Alpen-Augenwurz (Athamanta cretensis), auch Zottige Augenwurz genannt, ist eine Pflanzenart aus der Gattung der Augenwurzen (Athamanta) innerhalb der Familie der Doldenblütler (Apiaceae). Sie ist eine alte Volksarzneipflanze.

## Beschreibung

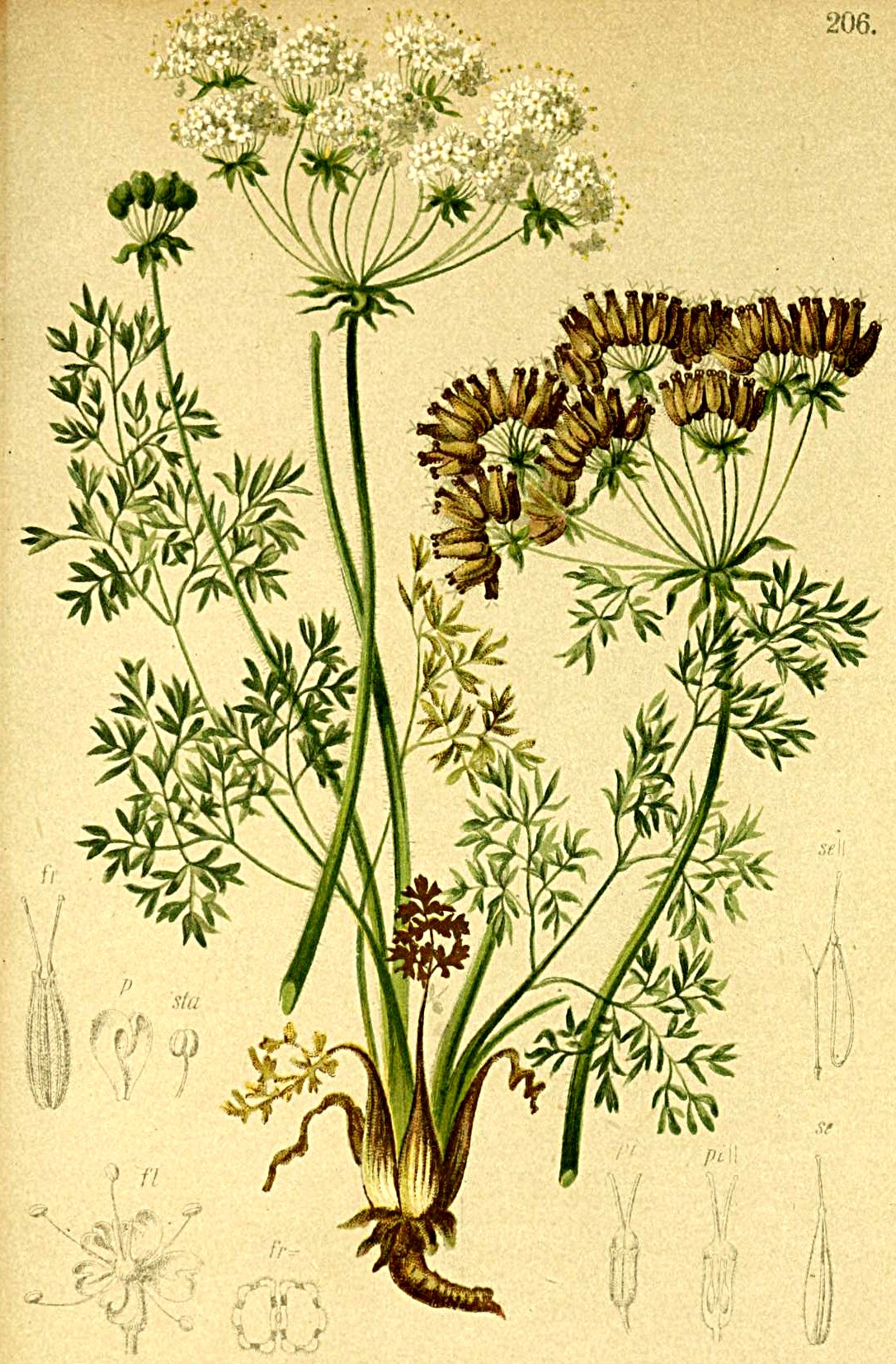
Illustration aus Atlas der Alpenflora

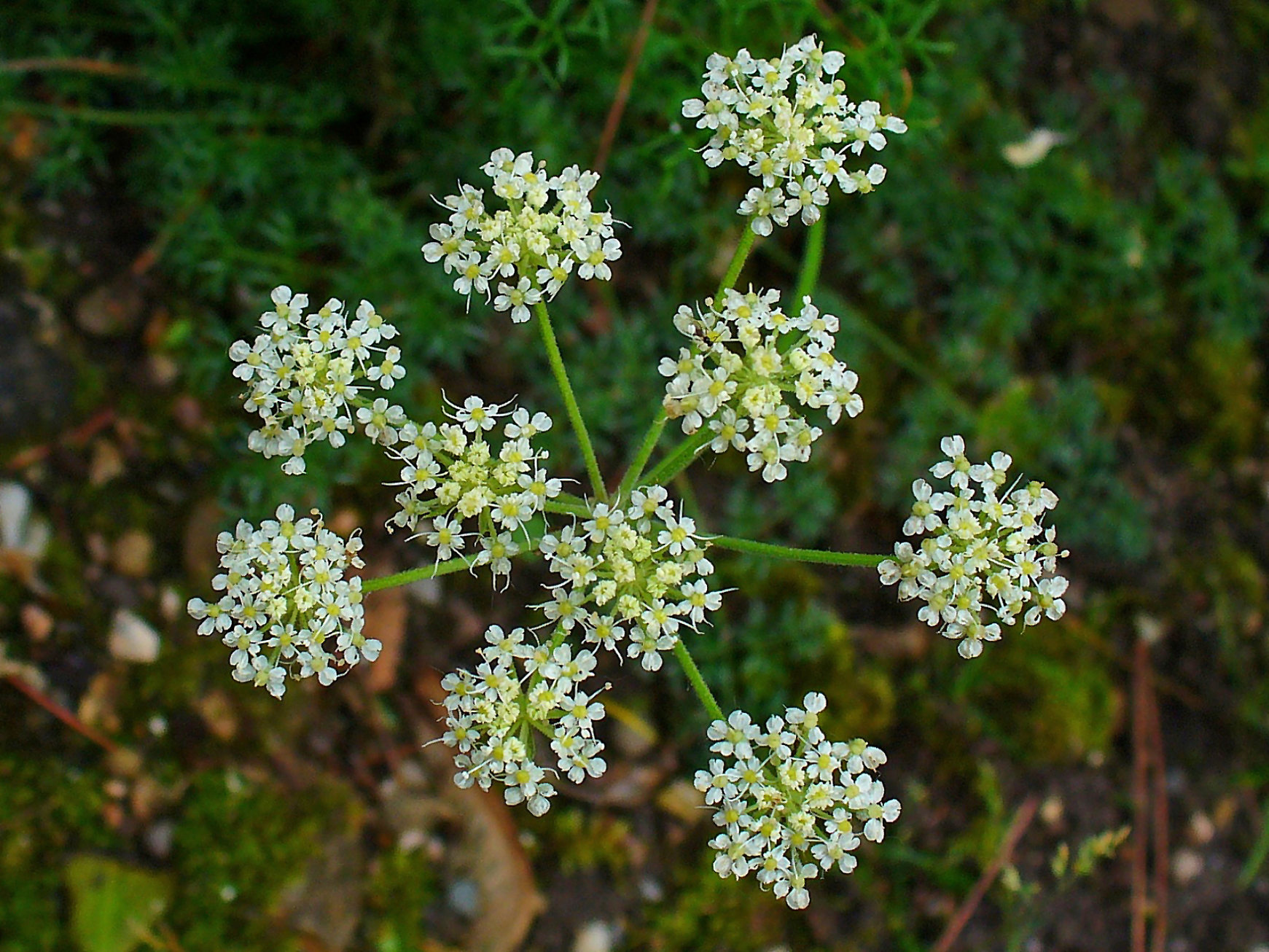
Doppeldoldiger Blütenstand

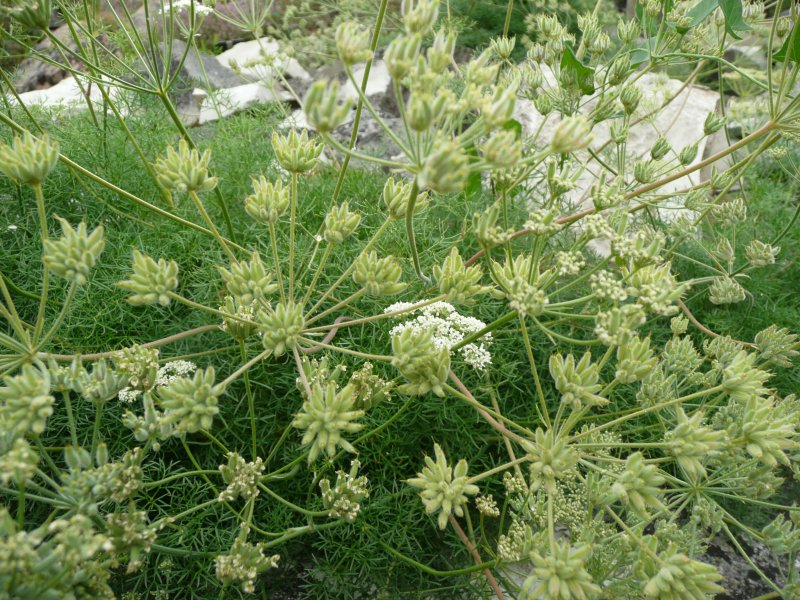
Doppeldolde mit jungen Früchten

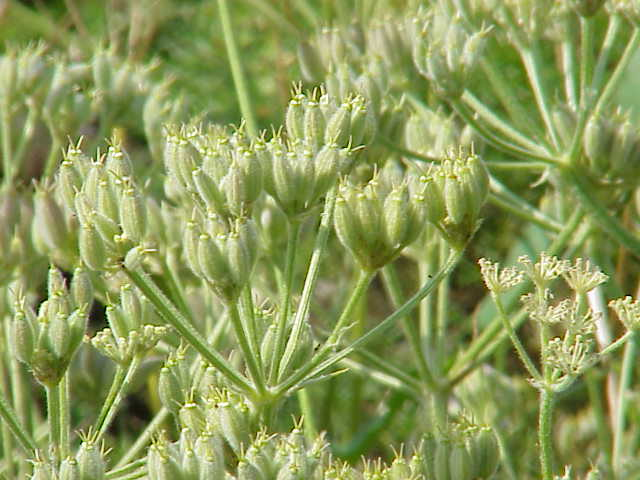
Fruchtstand

### Vegetative Merkmale
Die Alpen-Augenwurz wächst als ausdauernde krautige Pflanze und erreicht Wuchshöhen von 10 bis 40 (bis 60) Zentimetern. Sie verbreitet einen würzigen Geruch. Die oberirdischen Pflanzenteile sind dicht grau-grün behaart. Die Stängel sind aufsteigend bis fast aufrecht, rund, fein gerillt und im oberen Teil oft blattlos. Die Laubblätter sind dreifach gefiedert, mit 3 bis 5 Millimeter langen sowie etwa 1 Millimeter breiten linealischen Fiederabschnitten. Sie sind im Umriss dreieckig-länglich. Die grundständigen Blätter sind gestielt, die Stängelblätter auf den hautrandigen Blattscheiden sitzend.

### Generative Merkmale
Die Blütezeit reicht von Mai bis August. Der doppeldoldige Blütenstand ist flach mit meist 6 bis 12 (5 bis 15) Strahlen und einem bis vier, selten fünf Hüllblättern, die früh abfallen. Ein Hüllblatt ist oft blattartig ausgebildet und doppelt fiederschnittig.
Es sind zahlreiche Hüllchenblätter vorhanden, sie sind länglich bis fast linealisch, mit grünem Mittelstreifen und mit trockenhäutigem Rand.
Die zwittrigen Blüten sind radiärsymmetrisch und fünfzählig. Die fünf Kronblätter sind weiß. Sie sind 1 bis 1,5 Millimeter lang, verkehrt eiförmig, vorn ausgerandet und kt einem schmalen eingeschlagenen Läppchen. Die zwei Griffel stehen spreizend zueinander und sind 2 bis 2,5 Millimeter lang. Die dicht borstig, grau behaarte Doppelachäne ist bei einer Länge von 6 bis 8 Millimetern länglich-flaschenförmig oder linealisch.
Die Chromosomengrundzahl beträgt x = 11; es liegt Diploidie vor mit einer Chromosomenzahl von 2n = 22.

## Ökologie
Bei der Alpen-Augenwurz handelt es sich um einen scleromorphen, mesomorphen Hemikryptophyten.
Der Nektar wird offen angeboten. Typische Bestäuber sind Käfer, Fliegen, Schwebfliegen, Wespen und Bienenarten mit mittlerer Rüssellänge.
Diaspore ist die Doppelachäne.

## Vorkommen und Gefährdung
Athamanta cretensis ist in den Alpen und von Spanien bis zur nördlichen Balkanhalbinsel verbreitet. Es gibt ursprüngliche Fundortangaben für Spanien, Frankreich, Deutschland, Österreich, Liechtenstein, die Schweiz, Italien, Slowenien, Kroatien, Bosnien und Herzegowina sowie Albanien. Für Montenegro ist die Ursprünglichkeit fraglich.
Athamanta cretensis kommt in Deutschland in den Alpen zerstreut bis mäßig häufig vor und ist in der Schwäbischen Alb sehr selten. In den deutschen Alpen gedeiht die Alpen-Augenwurz nach Oberdorfer in Höhenlagen von 775 bis 2420 Metern; in den Allgäuer Alpen steigt sie im Tiroler Teil am Südgrat der Ellbogner Spitze bis in eine Höhenlage von 2200 Meter auf. Im Tessin erreicht sie 2650 Meter und im Aostatal 2700 Meter.
Die Alpen-Augenwurz gilt in Deutschland sowie auch in Bayern als nicht gefährdet, aber in Baden-Württemberg wird sie in die Kategorie 2 = stark gefährdet eingeordnet. Sie gilt in der Schweiz als nicht gefährdet.
Diese kalkliebende Pflanzenart gedeiht meist auf Felsen und Schuttfluren. Athamanta cretensis ist in Mitteleuropa in den Alpen eine Charakterart des Athamanto-Trisetetum distichophylli aus dem Verband Petasition paradoxi, kommt aber im Jura im Drabo-Hieracietum des Verbandes Potentillion caulescentis vor.
Die ökologischen Zeigerwerte nach Landolt et al. 2010 sind in der Schweiz: Feuchtezahl F = 2 (mäßig trocken), Lichtzahl L = 5 (sehr hell), Reaktionszahl R = 5 (basisch), Temperaturzahl T = 2 (subalpin), Nährstoffzahl N = 2 (nährstoffarm), Kontinentalitätszahl K = 4 (subkontinental).

## Taxonomie
Die Erstveröffentlichung von Athamanta cretensis erfolgte 1753 durch Carl von Linné in Species Plantarum, Tomus I, S. 244. Entgegen ihrem botanischen Artepitheton cretensis kommt diese Art auf Kreta nicht vor. Linné zitierte als Synonym eine Daucus creticus von Camerarius dem Jüngeren und übernahm von ihm die Artbezeichnung cretensis. Als Vorkommen der Art nennt er aber nur die Schweiz.

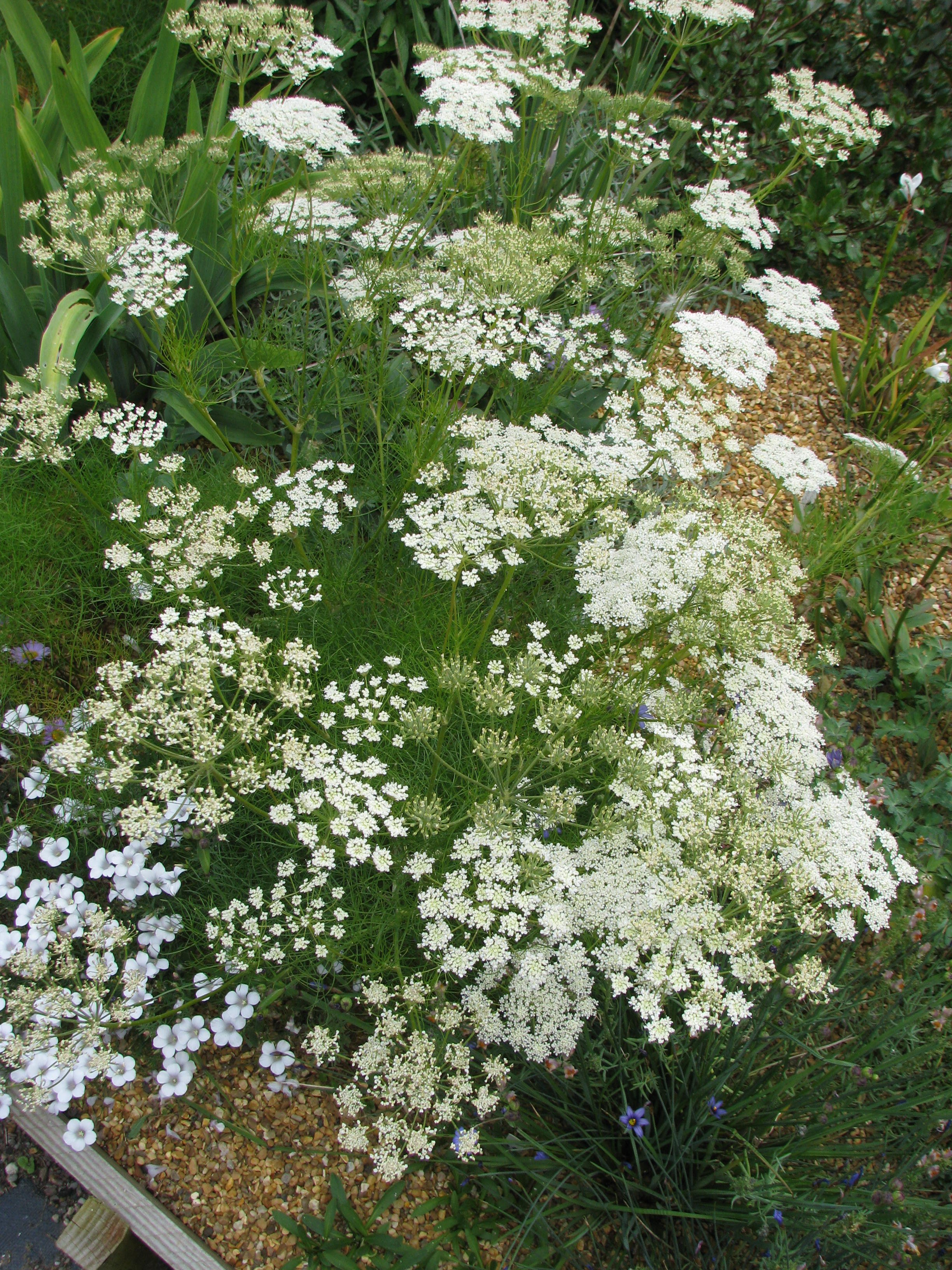
Athamanta vestina

## Verwandte Arten
Verwandt mit Athamanta cretensis ist Athamanta vestina  A.Kern. Sie kommt nur in Italien vor und unterscheidet sich durch ihre auffallende Hochwüchsigkeit, durch die größere Zahl der Doldenstrahlen (15 bis 25) und an den fast 1 Millimeter langen Haare an der Doldenstrahlen. Benannt ist sie nach Valvestino in den Südalpen.

## Trivialnamen
Im deutschsprachigen Raum werden oder wurden für die Alpen-Augenwurz (Athamantha cretensis; deutsch Kretische Augenwurz, früher auch lateinisch Daucus creticus), zum Teil nur regional, auch die weiteren Trivialnamen Alpenaugenwurz (Schweiz), Bärwurz und Vogelnest verwandt.